# Вихерн, Иоганн Хинрих
Иоганн Хинрих Вихерн (нем. Johann Hinrich Wichern; 21 апреля 1808, Гамбург — 7 апреля 1881, Гамбург) — немецкий богослов, лютеранский пастор, общественный деятель, деятель социальной сферы, реформатор пенитенциарной (уголовно-исполнительной) системы Германии.
Известен своими трудами по делам внутренней миссии (деятельности, направленной на утверждение и укрепление веры и нравственности между христианами), важнейшим выразителем и распространителем которой, соединяемой с благотворением, он был.

## Биография

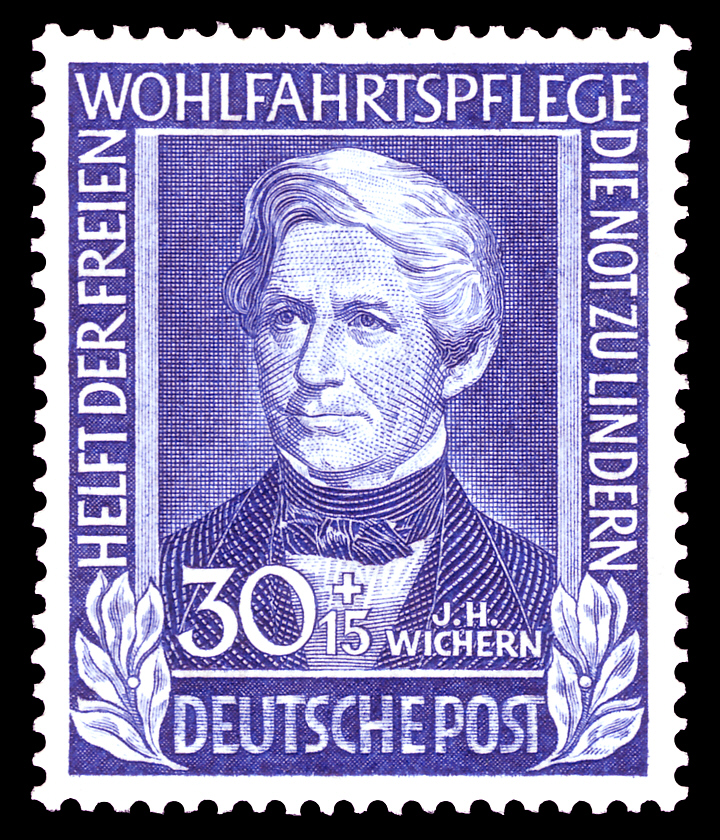
Иоганн Хинрих Вихерн на почтовой марке ФРГ. 1949 г.

Родился в семье переводчика и клерка у нотариуса. После ранней смерти отца, вынужден был оставить учёбу и заниматься репетиторством.
С 1828 по 1831 год изучал богословие в Берлине и Геттингене. После окончания учёбы, в 1832 году работал в качестве старшего преподавателя в воскресной школе Святого Георгия, рабочем пригороде Гамбурга.
Затем, принял на себя заведование воскресной школой для бедных детей, где в скором времени собрал вокруг себя 400—500 учеников и около 40 добровольных учителей и учительниц. Особенную известность он снискал основанием в сентябре 1833 близ Гамбурга школы-приюта для покинутых и неблагополучных детей, носящего название «Das Rauhe Haus». Добивался хорошего уровня образования своих подопечных. Стремился к созданию семейной атмосферы в приюте. В скором времени такие же приюты были учреждены в не только в Германии, но Франции и других странах.
На праздник Рождества Христова в 1839 году придумал украшать помещения и первым стал применять, традиционный в наше время, Рождественский венок.
В 1844 году он основал ежемесячный журнал «Fliegende Blätter des Rauhen Hauses».

Литография XIX века: Работа в школе-приюте «Das Rauhe Haus» в Гамбурге

Благодаря его стараниями, протестантский синод в Виттенберге в 1848 г. создал центральный комитет по внутренней миссии. Во время поездок по Германии Вихерн словом и делом способствовал основанию разного рода учреждений для воспитания детей, призрения больных, нищих и заключенных. Благотворно также было его влияние на аристократические кружки, в которых с воцарением Фридриха Вильгельма IV вошёл в моду интерес к нравственным задачам церкви.
В 1851 году прусское правительство назначило его инспектором тюрем и исправительных домов, а 1858 г. он занял место в прусском министерстве внутренних дел, по тюремному отделению. В том же году стал членом Высшего Церковного совета, исполнительного органа государственной Евангелической церкви в Пруссии .
Под конец жизни вновь принял на себя заведование своим излюбленным детищем «Fliegende Blätter des Rauhen Hauses» и умер в 1881 г.
С 1844 издавал «Fliegende Blätter aus dem Rauhen Haus». Кроме того написал книгу «Die innere Mission der deutschen evangelischen Kirche» (Гамбург 1849; 3 издания 1889), в которой были изложены его основные воззрения на христианскую благотворительность и её отношение к церковным и социальным вопросам современности.

## Избранные труды
- «Der Dienst der Frauen in der Kirche» (1848)
- «Die innere Mission der deutschen evangelischen Kirche» (1849)
- «Die Behandlung der Verbrecher und entlassenen Sträflinge» (1853)
- «Festbüchlein des Rauhen Hauses» (3 тома, 1856)
- «Der Dienst der Frauen in der Kirche» (1858)
- «Unsere Lieder» (4 издания, 1870)